# مهند فلاته
مهند فلاته (مواليد 2 فبراير 1996)، لاعب وسط كرة قدم سعودي .

## مسيرة اللاعب
مثل سابقاً نادي الهلال ونادي الفيحاء ونادي ضمك والعدالة ونادي الشعلة تم ايقافه بسبب تعاطي المنشطات في مايو 2022 لمدة 4 سنوات.

## روابط خارجية
- مهند فلاته على موقع Soccerway.com (الإنجليزية)